# Canton de Nay-Est
Le canton de Nay-Est est une ancienne division administrative française, située dans le département des Pyrénées-Atlantiques et la région Aquitaine.

## Composition
Le canton regroupe 15 communes :
- Angaïs
- Baudreix
- Bénéjacq
- Beuste
- Boeil-Bezing
- Bordères
- Bordes
- Coarraze
- Igon
- Lagos
- Lestelle-Bétharram
- Mirepeix
- Montaut
- Nay (partie)
- Saint-Vincent.

## Histoire
- En 1790, le canton de Nay se composait des communes d'Angaïs, Arros, Arthez-d'Asson, Asson, Baliros, Baudreix, Bénéjacq, Beuste, Bézing, Boeil, Bordères, Bordes-près-Nay, Bosdarros, Bourdettes, Bruges, Capbis, Clarac, Coarraze, Igon, Lagos, Lestelle, Mirepeix, Montaut, Nay, Pardies, Saint-Abit.

- De 1840 à 1848, les cantons de Clarac (Nay-Est) et de Pontacq avaient le même conseiller général. Le nombre de conseillers généraux était limité à 30 par département[1].

- Par décret impérial du 11 février 1863, la commune de Clarac est réunie à celle de Nay, et le canton de Nay porte alors le nom de canton de Nay-Ouest et celui de Claracq le nom de canton de Nay-Est.

## Représentation

### Conseillers généraux de 1833 à 2015
| Période               | Identité                                                  | Parti                    | Qualité |
| --------------------- | --------------------------------------------------------- | ------------------------ | --- |
| 1833-1836 (décès)     | Antoine Dartigaux (1766-1836)                             | Majorité gouvernementale | Procureur général Ancien député (1815, 1819-1823, 1824-1831) |
| 1836-1840             | Bernard Charles Cassaigne (1818-1876)                     |                          | Notaire Propriétaire, maire de Claracq |
| 1840-1848             | Edouard Dartigaux (Aîné) (1807-1867)-(Fils d'A.Dartigaux) |                          | Président de la Cour royale de Pau |
| 1848-1852             | Bernard Charles Cassaigne                                 |                          | Ancien notaire Propriétaire, maire de Claracq |
| 1852-1865             | Edouard Dartigaux                                         |                          | Président de chambre à la Cour de Pau |
| 1865-1880             | Jean-Marie Mérillon                                       | Droite                   | Banquier à Pau |
| 1880-1882 (démission) | Joseph Mérillon                                           | Républicain              | Banquier à Pau puis diplomate |
| 1882-1891 (démission) | Jules Pisson-Abbadie                                      | Républicain              | Propriétaire à Montaut |
| 1891-1904             | Stanislas Fourguette                                      | Conservateur             | Maire de Boeil-Bezing (1892-1896) |
| 1904-1922             | François-Xavier Bonnasse-Blanchou                         | Républicain              | Avocat - Maire de Coarraze |
| 1922-1934             | Eusèbe Argacha                                            | RG                       | Propriétaire, Lestelle-Bétharram |
| 1934-1940             | Gaston Dillenseger                                        | PDP                      | Industriel à Montaut - Ingénieur adjoint des travaux publics de l'Etat Nommé membre de la Commission administrative départementale en 1941 Nommé conseiller départemental en 1943 |
|                       |                                                           |                          | |
| 1945-1949             | Pierre Lhôtellier                                         | DVG                      | Médecin Ancien responsable du réseau Francs-Tireurs |
| 1949-1952 (décès)     | Gaston Dillenseger                                        | RI                       | Ingénieur (retraité) |
| 5 octobre 1952-1967   | Roger Dubertrand (1911-1984)                              | DVD                      | Maire de Lestelle-Bétharram (1953-1977) |
| 1967-1992             | Henri Prat                                                | DVG puis PS              | Ingénieur du Génie rural Député-suppléant d'André Labarrère puis Député (1981-1988) Maire de Mirepeix                                                                             |
| 1992-2004             | Pierre Lavigne-du-Cadet (1935-2014)                       | PS                       | Maire de Bénéjacq de 1972 à 2008 Président de la communauté de communes de la Vath Vielha                                                                                         |
| 2004-2015             | Christian Petchot-Bacqué                                  | PS                       | Ingénieur territorial Maire de Lagos depuis 1995 Président de la communauté de communes de la Vath Vielha Elu en 2015 dans le Canton des Vallées de l'Ousse et du Lagoin          |

### Conseillers d'arrondissement (de 1833 à 1940)
| Période                                  | Période          | Identité                            | Étiquette                  | Qualité |
| ---------------------------------------- | ---------------- | ----------------------------------- | -------------------------- | --- |
| 1833                                     | 1836             | Jean Palengat fils ainé (1778-1850) |                            | Propriétaire à Coarraze                                                                                     |
| 1836                                     | 1848             | Jean Poey                           |                            | Maire de Boeil, juge de paix à Clarac                                                                       |
|                                          |                  |                                     |                            | |
|                                          | 1882 (démission) | Laurent Fourguette                  |                            | Maire de Boeil-Bezing                                                                                       |
|                                          |                  |                                     |                            | |
| 1886                                     | 1888 (décès)     | Eugène Blancq                       | Républicain                | |
|                                          |                  |                                     |                            | |
|                                          | 1900 (décès)     | M. Saucet                           |                            | |
| 1901                                     |                  | Joseph Peyras                       | Républicain                | Négociant, maire de Bordes                                                                                  |
|                                          |                  |                                     |                            | |
| 1925                                     | 1937             | Léon Magendie                       | Républicain                | Maire de Bénéjacq                                                                                           |
| 1937                                     | 1940             | Alexandre Peyrounat                 | Républicain anticommuniste | Maire de Lestelle                                                                                           |
| 1940                                     |                  |                                     |                            | Les conseils d'arrondissement ont été suspendus par la loi du 12 octobre 1940 et n'ont jamais été réactivés |
| Les données manquantes sont à compléter. |                  |                                     |                            | |

## Démographie
| 1962 | 1968 | 1975 | 1982 | 1990   | 1999   | 2006   | 2011   | 2012   |
| ---- | ---- | ---- | ---- | ------ | ------ | ------ | ------ | ------ |
| -    | -    | -    | -    | 14 113 | 14 506 | 15 726 | 16 649 | 16 807 |

## Pour approfondir